# کالنوویتس
کالنوویتس (به لهستانی:  Kalnowiec) یک روستا در لهستان است که در گمینا برانگسک واقع شده‌است.